# Mariscal en jefe de la rama de servicio
El mariscal en jefe de la rama de servicio o mariscal en jefe de la rama (en ruso: Главный маршал рода войск; romanizado: Glavny marshal roda voysk) era un alto rango militar de las Fuerzas Armadas Soviéticas. Estaba inmediatamente por encima del rango de mariscal de la rama de servicio. Ambos rangos eran iguales al de general del ejército.

## Historia
Los rangos de mariscal en jefe de aviación, artillería, tropas blindadas, tropas de ingenieros y comunicaciones se establecieron el 27 de octubre de 1943. Las tres antiguas ramas ya tenían (desde el 4 de febrero de 1943) los correspondientes rangos de mariscal. En las dos últimas ramas se establecieron simultáneamente los rangos de mariscal y de mariscal en jefe. Cuando se estableció el rango de mariscal en jefe, el tamaño de las estrellas de la hombrera para todos los mariscales excepto el ahora superior mariscal de la Unión Soviética se hizo unos 10 mm más pequeño y para los mariscales en jefe, la estrella estaba rodeada por una corona de laurel. Sin embargo, el bordado en el cuello del uniforme y las mangas era el mismo. En la corbata del uniforme, los mariscales en jefe llevaban la estrella de mariscal de segundo nivel.
Durante los siguientes cuarenta años, los rangos de mariscal en jefe fueron otorgados principalmente a los viceministros de defensa, comandantes de la rama correspondiente. Los rangos de mariscal en jefe de tropas de ingenieros y mariscal en jefe de comunicaciones, abolidos en 1984, nunca fueron otorgados a nadie. No se produjeron ascensos de mariscal en jefe después de 1984. El mariscal en jefe más joven fue el aviador Aleksandr Golovánov, que tenía 40 años cuando fue ascendido en 1944. Tres de las trece personas que ocuparon el rango de mariscal en jefe no se jubilaron normalmente: Aleksandr Nóvikov fue encarcelado durante siete años, Mitrofán Nedelin pereció entre las llamas de un cohete que explotó en la llamada Catástrofe de Nedelin, Serguéi Varentsov fue acusado de negligencia, despedido y degradado (se descubrió que su subordinado, Oleg Penkovsky, era un espía del Reino Unido).

## Hombreras y charreteras
| Denominación                  | Mariscal en jefe de una rama   | Mariscal en jefe de una rama | Mariscal en jefe de una rama         | Mariscal en jefe de una rama                 | Mariscal en jefe de una rama             |
| ... a uniforme básico/campaña | Hombreras 1943–1955            | Hombreras 1943–1955          | Hombreras 1943–1955                  | Hombreras 1943–1955                          | Hombreras 1943–1955                      |
| ----------------------------- | ------------------------------ | ---------------------------- | ------------------------------------ | -------------------------------------------- | ---------------------------------------- |
| ... a uniforme básico/campaña |                                |                              |                                      |                                              |                                          |
| ... a uniforme de gala        | Hombreras 1955–1974            | Hombreras 1955–1974          | Hombreras 1955–1974                  | Hombreras 1955–1974                          | Hombreras 1955–1974                      |
| ... a uniforme de gala        |                                |                              |                                      |                                              |                                          |
| Denominación en ruso          | Главные маршалы артиллерии     | Главные маршалы авиации      | Главные маршалы бронетанковых войск  | Главные маршалы войск связи                  | Главные маршалы инженерных войск         |
| Denominación                  | Mariscal en jefe de artillería | Mariscal en jefe de aviación | Mariscal en jefe de tropas blindadas | Mariscal en jefe de tropas de comunicaciomes | Mariscal en jefe de tropas de ingenieros |
| Emblema                       |                                |                              |                                      |                                              |                                          |

## Mariscales en jefe

### Mariscales en jefe de la artillería
1. Nikolái Vóronov (5 de mayo de 1899 - 28 de febrero de 1968); nombrado el 21 de febrero de 1944.
2. Mitrofán Nedelin (9 de noviembre de 1902 - 24 de octubre de 1960); nombrado el 8 de mayo de 1959.
3. Serguéi Varentsov (10 de agosto de 1901 - 1 de marzo de 1971); nombrado el 6 de mayo de 1961.
4. Vladímir Tolubko (25 de noviembre de 1914 - 17 de junio de 1989); nombrado en 1983.

### Mariscales en jefe de la aviación
1. Aleksandr Nóvikov (19 de noviembre de 1902 - 3 de diciembre de 1976); nombrado el 21 de febrero de 1944; sirvió como comandante de la Fuerza Aérea Soviética desde 1942 hasta 1946.
2. Aleksandr Golovánov (7 de agosto de 1904 - 22 de septiembre de 1975); nombrado el 19 de agosto de 1944.
3. Pável Zhígarev (19 de enero de 1900 - 2 de octubre de 1963); nombrado el 11 de marzo de 1955; sirvió como comandante de la Fuerza Aérea Soviética desde 1949 hasta 1957.
4. Konstantin Vershinin (3 de junio de 1900 - 30 de diciembre de 1973); nombrado el 8 de mayo de 1959; sirvió como comandante de la Fuerza Aérea Soviética de 1957 a 1969.
5. Pável Kutájov (16 de agosto de 1914 - 3 de diciembre de 1984); nombrado en marzo de 1972; sirvió como comandante de la Fuerza Aérea Soviética de 1969 a 1984.
6. Boris Bugaev (29 de julio de 1923-13 de enero de 2007); nombrado en 1977; sirvió como ministro de Aviación Civil de la URSS de 1970 a 1987.
7. Aleksandr Koldunóv (20 de septiembre de 1923 - 9 de junio de 1992); nombrado en 1984; sirvió como comandante de las Fuerzas de Defensa Aérea Soviéticas de 1978 a 1987.

### Mariscales en jefe de las tropas blindadas
1. Pável Rótmistrov (6 de julio de 1901 - 16 de abril de 1982); nombrado el 28 de abril de 1962.
2. Hamazasp Babadzhanián (18 de febrero de 1906 - 1 de noviembre de 1977); nombrado en mayo de 1975.